# Argentera (Lérida)
Argentera es una entidad de población española del municipio leridano de Vilanova de Meyá, en la comunidad autónoma de Cataluña.

## Historia
A mediados del siglo XIX, el lugar, que se decía que estaba formado por «12 casas de bastante altura, todas dispersas y distantes entre sí», tenía contabilizada una población de 60 habitantes. Aparece descrito en el segundo volumen del Diccionario geográfico-estadístico-histórico de España y sus posesiones de Ultramar de Pascual Madoz de la siguiente manera: 

ARGENTERA: l. con ayunt. en la prov. de Lérida (8 leg.), part. jud. de Balaguer (3), aud. terr. y c. g. de Cataluña (Barcelona 24), priorato de Meyá (1/2): sit. en 1 valle rodeado de montañas con libro ventilacion, y clima propenso á calenturas tercianarias, gástricas, biliosas y catarrales. Tiene 12 casas de bastante altura, todas dispersas y distantes entre sí; 1 igl. parr. dedicada á Nuestra Señora del Remedio, servida por 1 cura párroco, cuya vacante proveo el prior de Meyá; y contiguo á la igl. 1 cementerio en paraje bien ventilado. Confina el térm. por el N. con el de Grasola, por E. con los de Llusas y Boada, por S. con los de Bernet y Alentorn, y por O. con los de Grasola y Clua; de cuyos puntos dista 3/4 de leg. poco mas o menos. Atraviesa por dicha circunferencia un riach. que tiene el nombre del pueblo, nace en la montaña denominada Monsech y va á desaguar en el Segre en la jurisd. de Baldomar; en varios puntos del térm. brotan algunas fuentes, cuyas aguas son las que utilizan los vec. para su consumo doméstico. El terreno participa de monte y llano: cubierto el 1.º de buenas yerbas de pasto, mucho arbolado, y matorrales para combustible; la parte llana está destinada á cultivo, pero en lo general es tierra floja y bastante pedregosa. Cruza este térm. el camino que conduce de Villanueva ó Vilanova de Meyá, á Alentorn, y se encuentra en buen estado; los demas son veredas ó travesías locales casi intransitables; el correo se recibe de la carteria de Vilanova de Meyá los lúnes, los miércoles y sábados; y sale los mártes, viérnes y domingos: prod. centeno, cebada, legumbres, vino y aceite; cria poco ganado vacuno, lanar y cabrio; y caza de liebres, conejos y perdices: pobl. 12 vec., 60 alm.: cap. imp. 11,538 rs. el presupuesto municipal importa de ordinario 210 rs., y se cubre por reparto entre los vecinos.
(Madoz, 1845, p. 547)

## Demografía
| Gráfica de evolución demográfica de Baronía de la Vansa entre 1842 y 1920 |
| |
| Población de derecho según los censos de población del INE Población de hecho según los censos de población del INEEn este censo se denominaba Boada, Llansas y Forrach: 1842 En este censo se denominaba Baronía de la Bansa: 1857 Entre el censo de 1857 y el anterior, crece el término del municipio porque incorpora a 255030 (Argentera) y a 255178 (Garsola) Entre el censo de 1930 y el anterior, este municipio desaparece porque se integra en el municipio 25250 (Vilanova de Meyá) |

Hoy día pertenece al municipio de Vilanova de Meyá. En 2022, tenía empadronados 17 habitantes.

## Patrimonio
En el lugar hay una iglesia bajo la advocación de Nuestra Señora del Remedio.